# M795

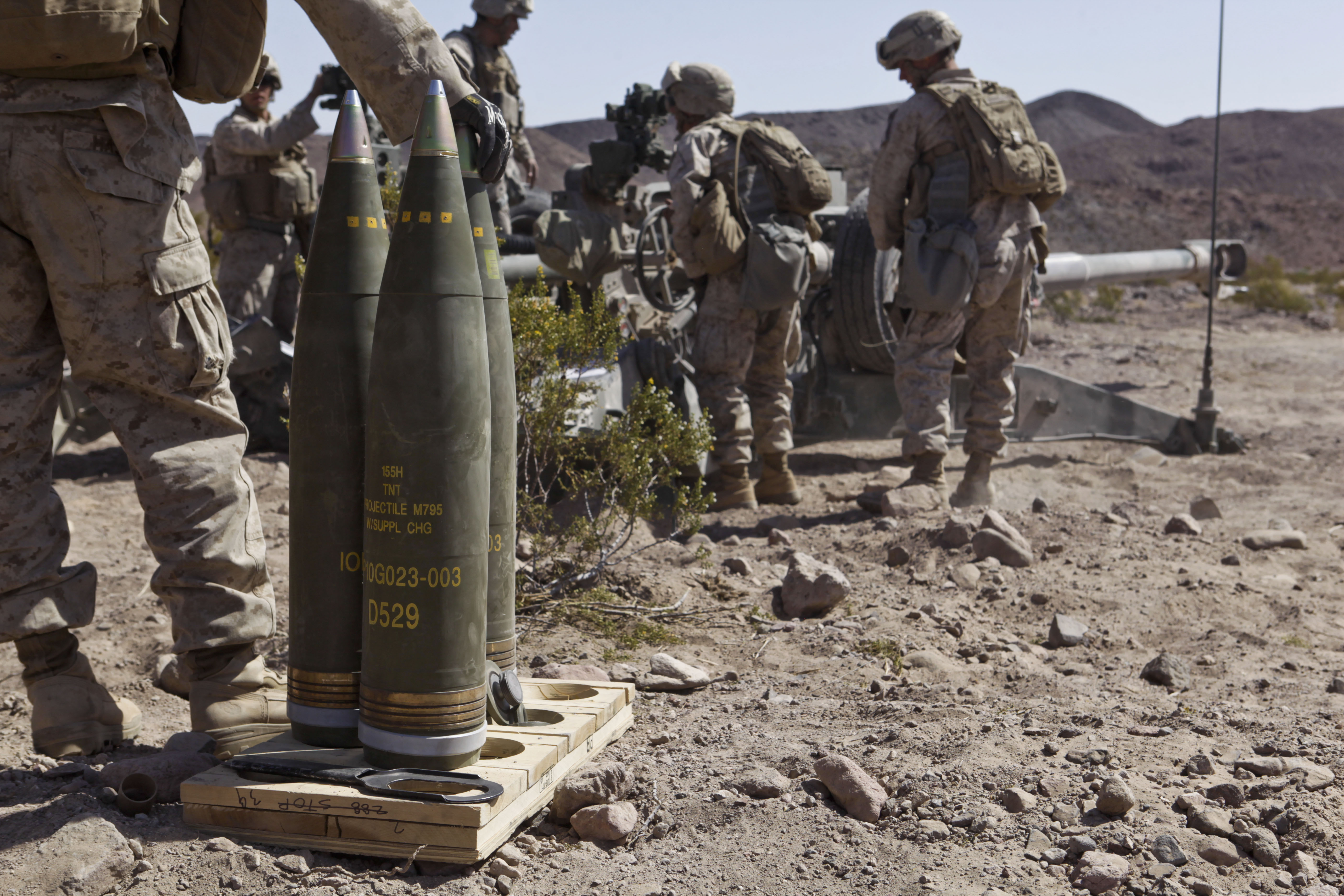
M795 listos, con sus espoletas instaladas.

El M795 es el proyectil de alto poder explosivo estándar del Ejército de los Estados Unidos y del Cuerpo de Marines de los Estados Unidos para obuses. Es un proyectil explosivo con efectos de fragmentación y onda expansiva.
El M795 está diseñado para ser una versión más letal y de mayor alcance del M107. Una banda de rotación soldada reemplazó a la banda de rotación estampada del M107, permitiendo que el M795 pueda dispararse con las cargas propulsoras M119 o M203, que incrementan el alcance en 6,000 metros. La carga útil explosiva también se mejoró, al igual que el patrón de fragmentación, generando un 30% más de letalidad.

## Descripción
El M795 es un proyectil de fragmentación con cuerpo de acero, de calibre 155 mm y cargado con 10,8 kilogramos de TNT, con un peso total aproximado de 47 kilogramos. El cuerpo de acero de alta fragmentación está rodeado por una banda de rotación de metal dorado que lo hace compatible con cargas propulsoras de zona de 3W a 8S (M3A1 a M203A1) en todos los obuses actuales de 155 mm. El proyectil se envasa en una plataforma de metal con un tapón de elevación atenuante y una cubierta flexible para la banda de rotación. El proyectil M795 es balísticamente similar a la familia de proyectiles de carga M483A1 y se puede utilizar como una ronda de registro para la familia M483A1. El proyectil M795 proporciona una mayor efectividad contra las principales amenazas de la fuerza de tierra a mayores alcances para objetivos antipersonal y antimaterial en comparación con el viejo proyectil  M107.

## Comparación
| Especificaciones frente a su antecesor el M107 | Especificaciones frente a su antecesor el M107 | Especificaciones frente a su antecesor el M107 |
| Datos                                          | M795                                           | M107                                           |
| ---------------------------------------------- | ---------------------------------------------- | ---------------------------------------------- |
| Peso                                           | 47 Kg                                          | 43,2 Kg                                        |
| Alcance                                        | - 22,5 - 28,7–37 km                            | - 14,6 km - 18,1 km - 24 km                    |
| Contenido de explosivo                         | 10,8 Kg TNT/OR IMX-101                         | 6,86 Kg TNT                                    |
| Largo (mm)                                     | 838 mm                                         | 800 mm                                         |
| Diámetro del cuerpo                            | 154,89 mm                                      | 154,71 mm                                      |

## Espoleta correctora de trayectoria
A mediados de 2005, la United Defense demostró un sistema rentable para mejorar la precisión de la artillería de cañón con el disparo exitoso de obuses inertes M795 de 155 mm equipados con una espoleta correctora de trayectoria bidireccional (CCF). United Defense desarrolló este nuevo sistema junto con Bofors Defense, Rockwell Collins y BT Fuze Products.
El CCF está basado en GPS para proporcionar una precisión muy alta. Se puede emplear en todo tipo de proyectiles de 155 mm y 105 mm del arsenal de la artillería de campaña estadounidense.
La United Defense disparó con éxito obuses M795 equipados con el CCF desde un M109A6 Paladin a distancias de 14,5 kilómetros en el Terreno de pruebas de Yuma. El análisis preliminar de la demostración confirmó que el análisis de laboratorio de United Defense y los proyectiles equipados con CCF lograron un error de precisión de menos de 50 metros, tres veces más preciso que los obuses de control.

## M795E1
Talley Defense Systems, Inc., ha sido seleccionada para el desarrollo y la fabricación de los componentes mejorados del encendedor y el grano propulsor M795E1. Como fuente de producción y desarrollo del conjunto de quemador base M864 del ejército, Talley entregó casi un millón de conjuntos de quemador base de producción.
Es deseable una versión de alcance extendido del proyectil M795. Cuando se dispara desde el obús remolcado M198 de 155 mm (tubo calibre 39) con la carga propulsora M203A1, el alcance máximo estaría entre 26,5 km (umbral) y 28,5 km (objetivo). El alcance máximo cuando se dispara desde un sistema tipo Crusader (tubo calibre 52) sería de 34 km (umbral) a 36 km (objetivo). Ampliar el alcance del proyectil M795 HE brinda la capacidad de atacar a distancias aún mayores y proporciona municiones que son compatibles con los sistemas de lanzamiento actuales y en desarrollo y sus propulsores asociados.
El Ejército de EE. UU. ha identificado la necesidad de proporcionar proyectiles HE de 155 mm de alcance extendido para los sistemas de artillería actuales y futuros. Aprovechando la tecnología de diseño balístico avanzado de dos proyectiles de reserva clave, el proyectil de quemador base HE de rango extendido M795E1 de 155 mm extenderá la capacidad de rango máximo para la entrega de carga útil HE mejorada. Usando el proyectil M795 HE de producción como línea de base, los diseñadores comenzaron a optimizar las configuraciones balísticas e incorporaron un sistema de reducción de arrastre mejorado, basado en el exitoso proyectil de quemador base DPICM de rango extendido M864 de 155 mm. Designado como M795E1, este proyectil proporcionará una ojiva HE significativamente más grande, de alta fragmentación y una letalidad mejorada sobre el antiguo proyectil asistido por cohete M549A1 HE.
Aunque el M795 actual ofrece un alcance extendido sobre el antiguo M107 (22,5 km frente a 17,5 km), no alcanza a los otros proyectiles de alcance extendido del Ejército (rango de 28 a 30 km). El Documento de requisitos operativos (ORD) del M795 actualmente aprobado establece la necesidad de una versión de rango extendido del M795 para soportar los escenarios de guerra previstos.

## Especificaciones[1]
- Alcance: 22,5 km
- Peso al disparar: 46,7 kg
- Carga explosiva:
- TNT: 10,8 kg con un revestimiento de carga OR IMX-101 (el IMX fue adoptado por el Ejército, los Marines todavía usan TNT)
- Diámetro del cuerpo: 154,89 mm
- Diámetro de la banda de rotación:
- Espoletas (con carga suplementaria):
- Espoletas (sin carga suplementaria):
- Fabricante: Chamberlain Manufacturing Corporation, Scranton Division, Scranton Army Munition Plant, Scranton, Pennsylvania, Mason & Hanger - Silas Mason Company, Day & Zimmerman, Parsons, Kan.

### CEP
M795 CEP:
- CEP 139 metros a máxima distancia con cañón calibre 39

### M795E1
M795E1
- Autonomía 28,7–37 km